# Calamocha
Calamocha – gmina w Hiszpanii, w prowincji Teruel, w Aragonii, o powierzchni 316,63 km². W 2011 roku gmina liczyła 4579 mieszkańców.